# Hohen Neuendorf
Hohen Neuendorf – miasto w Niemczech w kraju związkowym Brandenburgia, w powiecie Oberhavel. 31 grudnia 2008 r. miasto zamieszkiwało 23 909 osób.
Miasto zostało wyzwolone 22 kwietnia 1945 przez Wojsko Polskie i Armię Radziecką. W środku miasta, przy Ulicy Käthe Kollwitz znajduje się pomnik wdzięczności Wojsku Polskiemu, wyrażający dziękczynienie za wyzwolenie narodu niemieckiego od hitlerowskiego faszyzmu. Odsłonięty 11 października 1978 z okazji 35. rocznicy Ludowego Wojska Polskiego. Corocznie 22 kwietnia jest obchodzony Dzień Wyzwolenia Hohen Neuendorf i pod pomnikiem odbywa się oficjalna uroczystość z udziałem najwyższych władz miasta.
Ponadto, na cmentarzu w Hohen Neuendorf znajduje się Polski Cmentarz Honorowy z grobem 11 polskich żołnierzy.

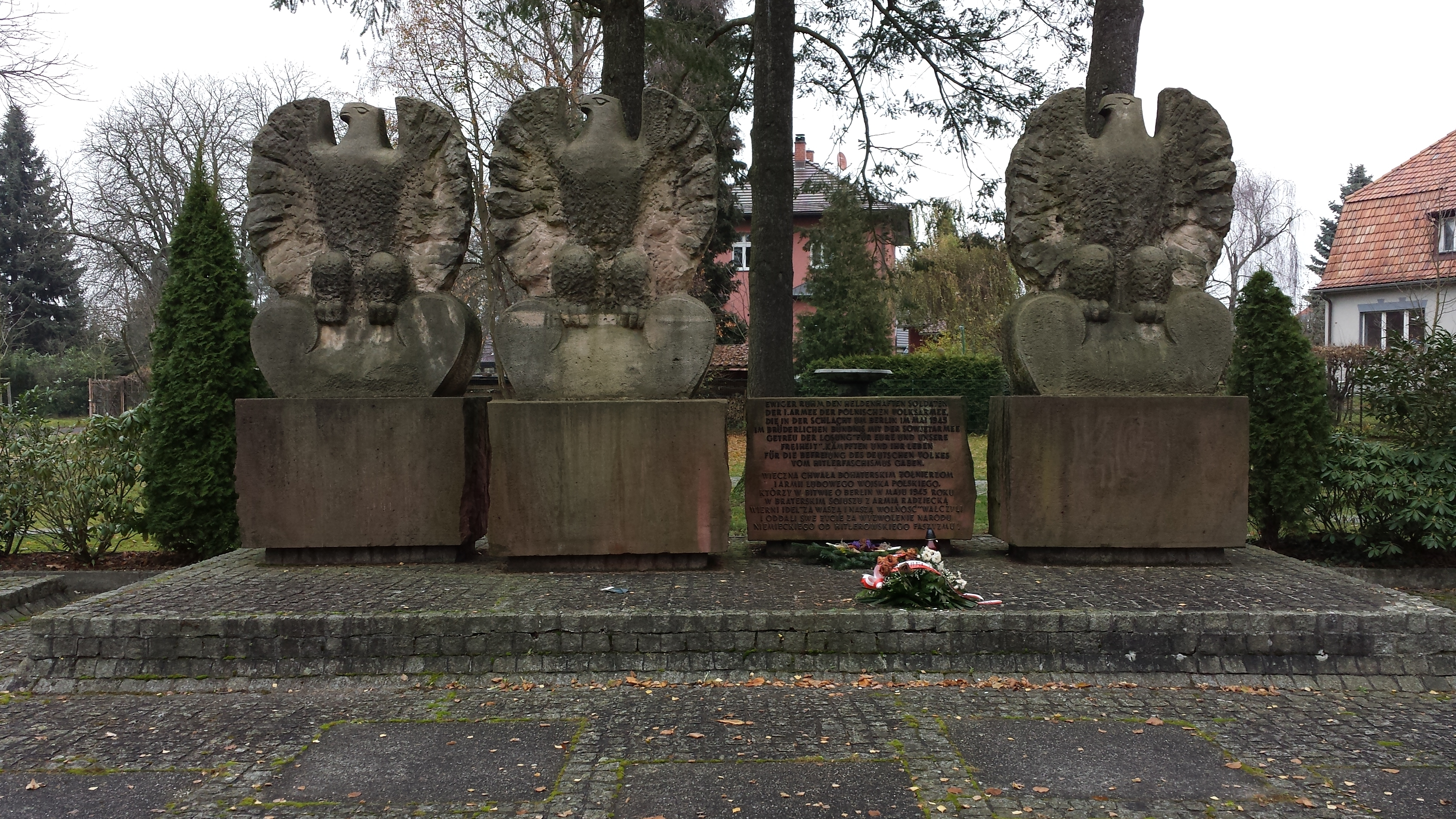
Pomnik dla Żołnierzy 1 Polskiej Armii, Dywizji „Tadeusz Kościuszko”
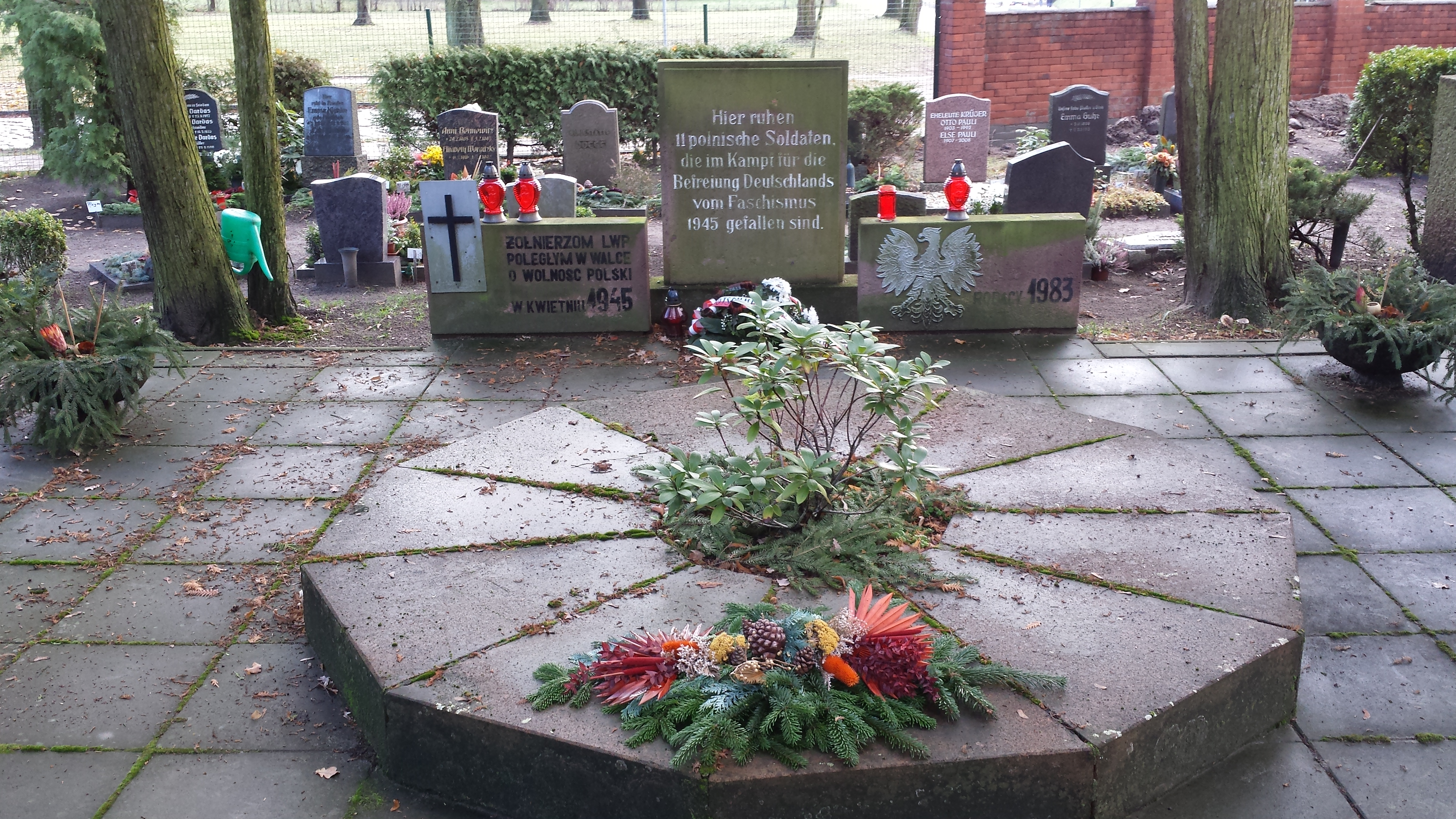
Polski Cmentarz Honorowy

## Współpraca
- Fürstenau, Dolna Saksonia kontakty utrzymuje dzielnica Borgsdorf
- Janów Podlaski, Polska
- Maing, Francja
- Müllheim im Markgräflerland, Badenia-Wirtembergia